# Armand Hiebner
Armand Louis Hiebner (* 17. April 1898 in St. Gallen; † 31. Dezember 1990 in Binningen) war ein Schweizer Musikkritiker und Chorleiter.

## Leben
Hiebners Grossvater immigrierte 1871 aus Lothringen mit der Bourbaki-Armee in die Schweiz. Hiebner wuchs in St. Gallen auf und siedelte 1914 nach Basel über, um am Basler Konservatorium bei Hermann Suter (Komposition) und Georg Haeser (Musiktheorie) zu studieren. 1923 schloss er sein Studium bei Walter Courvoisier an der Akademie für Tonkunst in München ab.
Er war für verschiedene Tageszeitungen der Region Basel (Basler Volksblatt, Basler Nachrichten, National-Zeitung) als Musikkritiker tätig und arbeitete als freier Mitarbeiter für Radio Basel. Hiebner dirigierte zahlreiche Laienchöre in der Region, so von 1935 bis 1963 den Kirchenchor an der Katholischen Heilig-Kreuz-Kirche in Binningen. Er war 1935 an der Gründung des Nordwestschweizerischen Chordirigentenverbands beteiligt und wurde 1977 zu dessen Ehrenmitglied ernannt. Als Komponist schrieb Hiebner Werke für Orgel, Klavier, Chor und Orchester sowie Lieder und Bühnenmusiken u. a. fürs Basler Marionettentheater.
Hiebner verstarb am Silvestertag 1990 im Binninger Pflegeheim Langmatten nach kurzer Krankheit. Die Armand und Emilie Hiebner-Stiftung fördert bis heute Konzertprojekte an der Binninger Heilig-Kreuz-Kirche sowie Aufführungen seiner Werke.

## Werke
- Musikgeschichte im Querschnitt. Amerbach Verlag, Basel 1947.
- Französische Musik. Hrsg. von Paul Schaller, Verlag Otto Walter, Olten/Freiburg i. Br. 1952.